# Osvobozený Jeruzalém

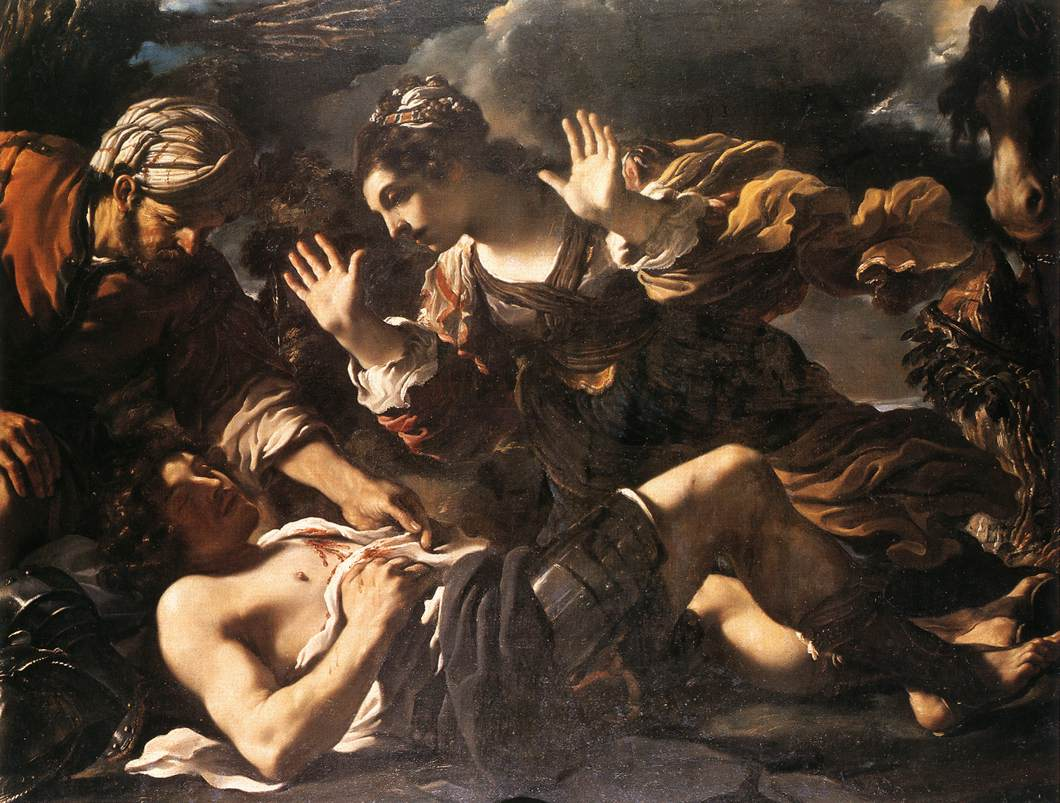
Guercino: Erminia nachází zraněného Tankreda (1619)

Osvobozený Jeruzalém (v italském originálu La Gerusalemme liberata) je barokní epická báseň Torquata Tassa z roku 1580. Její děj je volně založen na událostech první křížové výpravy. Dílo je psáno v osmiřádkových strofách seskupených do dvaceti zpěvů.
Osvobozený Jeruzalém byl mimořádně vlivnou básní, jeho témata zpracovávali mnozí významní umělci. Známá je například Armida Rossiniho (1817) nebo Dvořákova (1905). Známé jsou i starší opery od Jeana-Baptiste Lullyho (Armida, 1686), Georga Friedricha Händela (Rinaldo, 1711), či Christopha Willibalda Glucka (Armida, 1777). Celkový počet děl inspirovaných básní je však mnohem vyšší.

## České překlady
- Jako první přeložil Tassův Osvobozený Jeruzalém do češtiny známý vědec a příležitostný básník a překladatel Jan Evangelista Purkyně v roce 1834. Z tohoto překladu byly ale za Purkyňova života vydány pouze úryvky a dochovalo se jen několik zpěvů, přestože překlad byl patrně dokončen. [1]
- Osvoboďený Jerusalém : báseň hrdinská od Torquata Tassa ; přeložená od V. Ziaka, Brno, Winniker 1853; První český úplně knižně publikovaný překlad; je sice významově přesný, ale formálně odlišný – mění původní stance na časoměrný hexametr (který byl dle překladatelova názoru češtině přirozenější); navíc využívá mnoho výrazů a gramatických tvarů z moravských dialektů, které jsou libozvučností bližší italštině, a podivné neologismy.
- Osvobozený Jeruzalém, překlad Jaroslav Vrchlický, vydal A. Storch, Praha 1890. Doposud jediný český úplný překlad původní veršovou formou, z dnešního hlediska je jeho nevýhodou archaický jazyk.
- Osvobozený Jeruzalém ve vyprávění a výběru Alfreda Giulianiho, přeložil J. Pokorný, Odeon, Praha 1980; Tento překlad je pořízen z italského výboru. Přebásněny jsou jen pasáže vynikající básnickou krásou, ostatní jsou převyprávěny prózou.